# Barna korongcsiga
A barna korongcsiga (Discus ruderatus) Eurázsia északi részén honos, a tüdőscsigákhoz tartozó szárazföldi csigafaj.

## Megjelenése

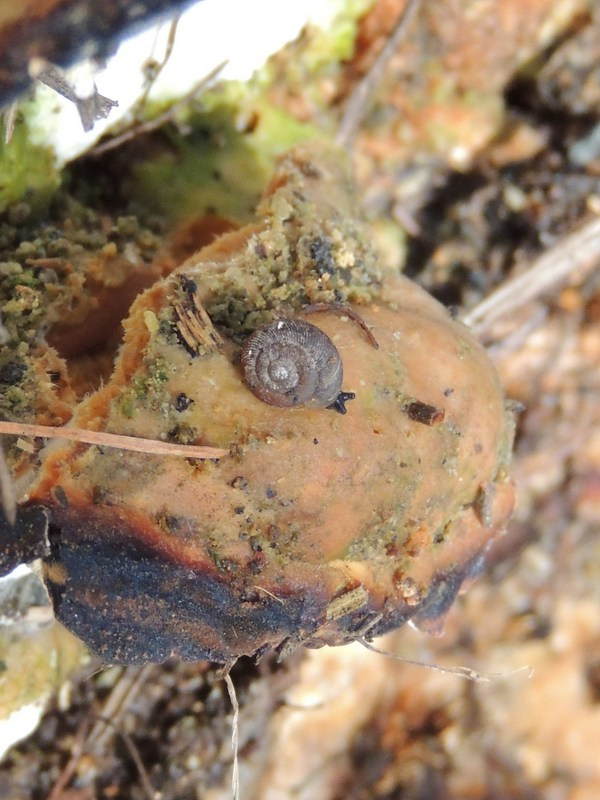

A csigaház 2-3,5 mm magas és 5,5–7 mm széles, 4-4,5 kanyarulatból áll. Színe a közeli faj tarka csigától eltérően egyenletesen szaruszínű vagy vörösbarna, a ház kerek és kissé kúpos; majdnem lapos, bár nem annyira mint rokonáé. A héj jól láthatóan, sűrűn, ferdén rovátkolt, szájadéka majdnem teljesen kerek. Köldöke a ház átmérőjének majdnem egyharmadát teszi ki. A csiga feje, tapogatói és testének felső része sötét-, lába világosszürke.

## Elterjedése és életmódja
A barna korongcsiga Eurázsia északi részén elterjedt Európától Kelet-Szibériáig. A Brit-szigetekről mintegy 8000 évvel ezelőtt kihalt. Németországban veszélyeztetett.
Erdőkben, főleg tűlevelű erdőkben honos, korhadó fatörzsek és kövek alatt, vagy az avarban található meg. Magashegységekben az erdőzóna fölött is előfordul, ha elegendő sziklát talál, ami alatt elbújhat. Svájcban 1000 és 2000 m között a leggyakoribb, de 2800 m magasságig is előfordul.
Hermafroditák, elvben önmegtermékenyítés is lehetséges, de nagyon ritka. Szaporodási ideje (Lengyelországban) áprilistól októberig tart. 1,2 mm-es petéit 2-4-es csomagokban rakja le, összesen 6-15 darabot. A kiscsigák a hőmérséklettől függően 17-24 nap múlva kelnek ki, kezdetben 1,5-2,5 kanyarulatból áll a házuk, ami havonta fél kanyarulattal gyarapszik. Az ivarérettséget négy hónaposan, négykanyarulatosan érik el, élettartamuk 2-3 év.
Magyarországon védett, természetvédelmi értéke 5000 Ft.